# Caudron C.02
Le Caudron C.02 est un prototype de chasseur biplan monoplace français, prévu pour la haute altitude, imaginé par Paul Deville et testé en novembre 1917.

## Histoire
Le nom et même l'existence de cet avion ont été contestés dans le passé, mais des plans de cet avion de combat à haute altitude de type 02 ont depuis été trouvés au musée français de l'Air.
Hauet l'appelle également C.02, alors que Green et Swanborough font référence au Caudron Type O, bien que ce dernier soit un avion de sport assez différent, datant de 1914.
Le Type 02 a été conçu pour combattre à des altitudes allant jusqu'à 9 000 m grâce à une combinaison de puissance moteur et des profils aérodynamiques de section plate,.
Les premiers essais ont été effectués en novembre 1917, en utilisant le moteur Le Rhône 9Jb le moins puissant (120 ch) et en volant à 4 000 m. Le moteur Le Rhône 9N, plus puissant (150 ch), n'a été testé qu'en avril 1918 et le plus puissant de tous le Le Rhône 9R (jusqu'à 180 ch) a également été monté ce printemps-là.
On ne sait pas combien de prototypes ont été construits mais le Type 02 n'est pas entré en production; il s'est bien comporté mais ses performances et son armement (mitrailleuse Vickers de 7,7 mm) n'apportaient pas une amélioration significative par rapport à ceux du SPAD S.XIII, déjà en série.

## Description
C'était un biplan à une seule baie conventionnel avec des ailes entoilées, non balayées, parallèles se terminant par des extrémités biseautées. L'aile inférieure était plus petite que l'aile supérieure, avec une envergure réduite de 13 % et une corde plus étroite. Les ailes n'avaient ni décalage, ni dièdre et seule l'aile supérieure était équipée d'ailerons. Il y avait une paire d'entretoises interplans parallèles, verticales et profilées, de chaque côté, avec le contreventement diagonal habituel par corde à piano. L'aile supérieure était proche du fuselage, reliée par quatre entretoise courtes et inclinées.
L'intention initiale était d'animer le Type C.02 de manière opérationnelle avec un moteur Gnome 9N de 150 ch (110 kW) ou un Le Rhône 9R de 170 ch (125 kW), bien que pendant environ quatre mois d'essai initial, il ait été équipé d'un Le Rhône 9Jb de 120 ch (88 kW). Tous ces moteurs étaient à neuf cylindres rotatifs. Les photographies montrent des capots bien ajustés,.

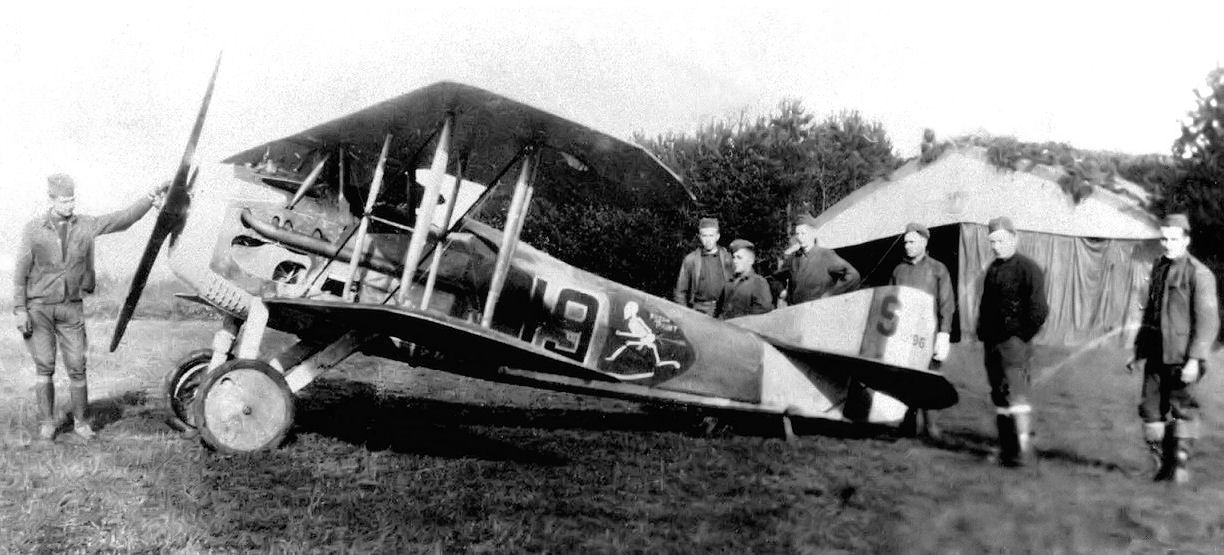
Le Caudron C.02 était une copie du SPAD S.XIII qui le supplantât.

Derrière le moteur, le fuselage conservait une section transversale circulaire. Le cockpit ouvert du pilote était placé sous le bord de fuite supérieur, là où il y avait une découpe semi-circulaire pour augmenter son champ de vision vers le haut. L'empennage du Type 02 était d'une corde exceptionnellement longue et vue en plan, c'était un delta très balayé, monté sur le dessus du fuselage. 
La dérive était également large et peu profonde, bien que moins anguleuse avec une gouverne qui descendait jusqu'à la quille, pivotant dans une entaille dans les gouvernes de profondeur. 
Le train d'atterrissage avec des roues principales sur un seul essieu avec une voie de 1,5 m, était porté par des jambes de force en V inclinées vers l'avant sous le fuselage.